# Riot Engine
Riot Engine — игровой движок, разработанный американской компанией Surreal Software в конце 1990-х.

## История разработки
Riot Engine был разработан Surreal Software и использовался в собственных разработках с 1999 года, с каждым проектом подвергаясь доработкам и усовершенствованиям. Первой игрой на этом движке стала Drakan: Order of the Flame (1999) в жанре приключенческого боевика.
В 2002 году состоялся релиз The Lord of the Rings: The Fellowship of the Ring, основанной на книге «Братство Кольца» — она использует обновленный вариант Riot Engine.
Последней, работающей на Riot Engine, стала хоррор-игра The Suffering: Ties That Bind 2005 года; также она стала последней игрой производителя Surreal Software, закрытого в 2010 году. 

## Технические характеристики
Движок является игровым движком, объединяя в себе такие компоненты как рендер, физический движок, звуковая подсистема и т. п. Он также является кроссплатформенным — помимо ПК под управлением Microsoft Windows, имеется поддержка консолей Xbox и PlayStation 2.
Движок поддерживает работу как с закрытыми, так и с открытыми большими пространствами (показанными в The Fellowship of the Ring).
Архивы ресурсов имеют чёткую архитектуру, к которым обращаются с помощью библиотек Microsoft DataBase и Image Helper. Все архивы разделены для удобства: .adu хранит в себе закодированные аудио, .tdu — пронумерованные текстуры формата .dds, .vdu — элементы FX (спецэффектов) и роликов формата .wmv без звука, .sdu — скрипты, .mdu — музыкальное сопровождение и дорожки видеороликов, .xdu — в основном, информацию для консолей, если данный релиз для них. Файлы сохранений хранятся в каталоге с игрой в подкаталоге Saves в формате .rsg.

## Игры, использующие Riot Engine
- 1999 — Drakan: Order of the Flame (Windows)
- 2002 — Drakan: The Ancients’ Gates (PlayStation 2)
- 2002 — The Lord of the Rings: The Fellowship of the Ring (Windows, PlayStation 2)
- 2004 — The Suffering (Windows, PlayStation 2, Xbox)
- 2005 — Mortal Kombat: Shaolin Monks (PlayStation 2, Xbox)
- 2005 — The Suffering: Ties That Bind (Windows, PlayStation 2, Xbox)
- Отменена — The Lord of the Rings: The Treason of Isengard (PlayStation 2, Xbox)